# Conselho Militar Siríaco
O Conselho Militar Siríaco (em siríaco:  ܡܘܬܒܐ ܦܘܠܚܝܐ ܣܘܪܝܝܐ Mawtbo Fulhoyo Suryoyo, MFS; em árabe: المجلس العسكري السرياني السوري) é uma organização militar siríaca/assíria na Síria. A criação da organização foi anunciada a 8 de janeiro de 2013. De acordo com o Conselho Militar Siríaco, o seu objetivo é defender os direitos nacionais dos cristãos siríacos e proteger o povo assírio e siríaco-arameu na Síria. A organização combate sobretudo nas áreas de povoamento assírio da província de Hasakh.
A 16 de dezembro de 2013, o Conselho Militar Siríaco anunciou a fundação de uma nova academia militar chamada "Mártir Abgar". A 24 de dezembro, o MFS revelou fotografias mostrando o seus membros controlando a aldeia siríaca de Ghardukah, a 8 kms a sul de Al-Qahtaniyah(Tirbespiyê/Qabre Hewore). A igreja da aldeia tinha sido completamente destruída pela Al-Nusra, que tinha ocupado a localidade antes de, em meados de outubro, ter sido expulsa noma operação das Unidades de Proteção Popular (YPG), em que membros do MFS poderão ter participado.
Em setembro de 2015 o Conselho Militar Siríaca criou uma brigada feminina chamada Forças de Proteção das Mulheres de Bethnahrain (HSNB).

## História

### Operações em Tell Brak e Tel Hamis (2013-14)
O MFS participou na ofensiva das YPG contra a Al-Nusra e o Estado Islâmico, que começou a 26 de dezembro de 2013 na área de Tel Hamis. As YPG e o MFS não conseguiram manter a aldeia de Tell Brak nem caputar Tel Hamis, e suspenderam a ofensiva no princípio de janeiro. No entanto, a 23 de fevereiro, um ataque feito antes do amanhecer pelas YPG e pelo MFS capurou Tell Brak.

### Ofensiva de junho de 2014 na fronteira Síria-Iraque
O MFS participou com forças das YPG numa ofensiva ao longo da fronteira entre a Síria e o Iraque. As forças conjuntas conseguiram repelir as forças do Estado Islâmico após este ter tomado Mossul e a maior parte da província de Ninawa durante a sua ofensiva de junho de 2014. A operação resultou na tomada de Til-Koçar, no lado Sírio da fronteira, e de Rabia, no lado iraquiano.

### Ofensiva de agosto de 2014 em Ninawa e no Sinjar
Junto com as YPG e outros aliados, o MFS participou numa ofensiva no distrito iraquiano de Sinjar, na província de Ninawa, para proteger as minorias dos ataques do EI.

### Operaçãos no Vale do Khabur (2015-16)
O Estado Islâmico lançou uma série de ataques no final de fevereiro de 2015 contra aldeias cristãs nordeste de província de Hassakej, no vale do rio Khabur, com o objetivo de caputar a estratégica localidade de Tel Tamer, controlada pelas YPG e pelo MFS. No princípio de março de 2015, unidades do Conselho Militar Siríaco e das YPG participaram em violentos combates na região, nomeadamente junto às aldeias de Tel Nasri e Tel Mghas. A 15 de março de 2015, o Conselho declarou ter controlado Tel Mghas.
A 11 de outubro de 2015, o Conselho Militar Siríaco tornou-se um dos grupos fundadores das Forças Democráticas Sírias (em árabe: قوات سوريا الديمقراطية, translit. Quwwāt Sūriyā al-Dīmuqrāṭīya, QDS). A 31 de outubro, as QDS lançaram uma ofensiva em direção ao sul, ao longo do rio Khabur. As QDS, que incluem as YPG, as YPJ, o MFS, as forças al-Sanadid, a Brigada de Libertação e o Exército dos Revolucionários, capturaram a localidade de al-Hawl a 13 de novembro. Após a captura de al-Hawl, a localidade de al-Shaddadi mais a sul passou a ser o próximo objetivo das QDS.
A 16 de fevereiro de 2016, as QDS lançaram a ofensiva Shaddadim que resultou na captura da localidade e de centenas de outras aldeias, Durante a ofensiva, o Estado Islâmico libertou 45 refêns assírios que tinha raptado em fevereiro de 2015.

### Raqqa (2016–17)
O Conselho Militar Siríaco, em cojunto com a Força de Proteção das Mulheres de Bethnahrin estão participando na ofensiva das ODS contra Raqqa que começou a 6 de novembro de 2016. A 7 de novembro, o MFS declarou que "A luta contra os terroristas é a luta pela existência do nosso povo siríaco-assírio e não podemos descansar está esta luta estar ganha." Em janeiro de 2017, 6 combatentes do MFS foram mortos durante a ofensiva de Raqqa .
A 22 de janeiro de 2017, a União Siríaca Europeia em Bruxelas apelou aos Estados Unidos e à Administração Trump para darem mais apoio às componentes assírias e curdas das Froças Democráticas Sírias. Os EUA alegadamente favoreceriam as componentes árabes das QDS. A 3 de abril, o MFS e a HSNB voltaram a pedir mais apoio aos EUA.